# Mémorial Frank Vandenbroucke 2013
La Binche-Tournai-Binche 2013, nota anche come Mémorial Frank Vandenbroucke, diciassettesima edizione della corsa, valida come evento dell'UCI Europe Tour 2013 categoria 1.1, si svolse l'8 ottobre 2013 per un percorso di 187,6 km. Fu vinta dal sudafricano Reinardt Janse van Rensburg, al traguardo in 4h10'24" alla media di 44,952 km/h.
Furono 110 in totale i ciclisti che portarono a termine il percorso.

## Squadre e corridori partecipanti
| N.    | Cod. | Squadra                 |
| ----- | ---- | ----------------------- |
| 1-8   | BMC  | BMC Racing Team         |
| 11-18 | ALM  | AG2R La Mondiale        |
| 21-28 | BEL  | Belkin Pro Cycling Team |
| 31-38 | LTB  | Lotto-Belisol Team      |
| 41-48 | KAT  | Katusha Team            |
| 51-58 | TST  | Team Saxo-Tinkoff       |
| 61-68 | VCD  | Vacansoleil-DCM         |
| 71-78 | ARG  | Team Argos-Shimano      |
| 81-88 | EUS  | Euskaltel-Euskadi       |
| 91-98 | EUC  | Team Europcar           |

| N.      | Cod. | Squadra                        |
| ------- | ---- | ------------------------------ |
| 101-108 | SOJ  | Sojasun                        |
| 111-118 | COF  | Cofidis, Solutions Credits     |
| 121-128 | TSV  | Topsport Vlaanderen-Baloise    |
| 131-138 | CRE  | Crelan-Euphony                 |
| 141-148 | AJW  | Accent Jobs-Wanty              |
| 151-158 | WBC  | Wallonie-Bruxelles             |
| 161-168 | CCB  | Colorcode-Biowanze             |
| 171-178 | PCW  | T.Palm-Pôle Continental Wallon |
| 181-188 | WIL  | Vérandas Willems               |
| 191-198 | DOL  | Doltcini-Flanders              |

## Ordine d'arrivo (Top 10)
| Pos. | Corridore             | Squadra       | Tempo    |
| ---- | --------------------- | ------------- | -------- |
| 1    | Reinardt van Rensburg | Argos-Shimano | 4h10'24" |
| 2    | Björn Leukemans       | Vacansoleil   | a 1"     |
| 3    | Greg Van Avermaet     | BMC Racing    | s.t.     |
| 4    | Lars Boom             | Belkin        | a 4"     |
| 5    | Jens Debusschere      | Lotto-Belisol | s.t.     |
| 6    | Michael Van Staeyen   | Topsport Vl.  | s.t.     |
| 7    | Jetse Bol             | Belkin        | s.t.     |
| 8    | Adrien Petit          | Cofidis       | s.t.     |
| 9    | Laurens De Vreese     | Topsport Vl.  | s.t.     |
| 10   | Jan Ghyselinck        | Cofidis       | s.t.     |